# شطرنج نیشابوری
شطرنج نیشابوری یکی از آثار مهم کشف شده در نیشابور است که قدمت آن به سده ۱۲ میلادی می‌رسد. این مجموعه در کاوش‌ها از سبزپوشان(نیشابور) به دست آمده‌است. این مجموعه یکی از کهن‌ترین و کامل‌ترین مجموعه‌های موجود شطرنج است که شامل هفده مهره فیروزه‌ای و پانزده مهره بنفش رنگ است. مهره‌ها لعاب داده شده‌اند. شطرنج نیشابوری اکنون در گالری ۴۵۳ موزه متروپولیتن نیویورک نگهداری می‌شود.

## تاریخچه
منابع قدیمی منشأ شطرنج را به شمال هند نسبت می‌دهند. در اواخر دوره ساسانیان بازی شطرنج به ایرانیان معرفی شد و در داستان‌هایی مانند کتاب شاهنامه با نام چترنگ نیز از آن یاد شد. بر اساس برخی منابع این بازی در تمام سطوح جامعه اسلام قرون وسطی محبوبیت داشته‌است.

## اطلاعات و اجزاء
مجموعه شطرنج نیشابوری یکی از قدیمی‌ترین مجموعه‌های موجود شطرنج است که تقریباً کامل است. (تنها یکی از پیاده‌های آن گمشده است) تکه‌های ساخته شده این مجموعه از سنگ است. هفده مورد آن از لعاب فیروزه ای و پانزده قطعه دیگر آن با منگنز لعاب داده شده‌است. شاه به عنوان یک تاج و تخت بزرگ و وزیر با تاج و تخت کوچکتر نمایان شده‌است. فیل دارای پایه‌ای مدور و سطحی صاف است که دو برآمدی مانند عاج دارد. اسب دارای پایه‌ای دایره ای با یک گیره مثلثی است که نمایانگر سر است. رخ پایه‌ای مستطیلی دارد که دو گوه معکوس در بالای آن قرار گرفته‌است.

### مهره‌ها
- مهره شاه با ابعاد ۵٫۵ × ۴٫۴ سانتی‌متر، بزرگ‌ترین مهره است که به صورت تخت شاهی مکعبی شکل در میان میدان نشان داده شده‌است.
- مهره وزیر به صورت تخت کوچکتر و کروی شکل کار شده‌است.
- مهره فیل با پایه استوانه‌ای و سر مسطح با دو برآمدگی به نشانه عاج‌های فیل کار شده‌است.
- مهره اسب نیز با پایه استوانه‌ای که جلوی آن با برآمدگی مثلث شکلی به عنوان صورت اسب دیده می‌شود.
- مهره رخ با پایه مستطیل شکل است که در بالای آن شیاری به شکل نماد قلعه کار شده‌است. این مهره شهرت ویژه‌ای دارد.
- مهره سرباز با ابعاد ۳٫۳ × ۲٫۹ سانتی‌متر (کوچک‌ترین مهره)، به شکل مهره‌های گنبدی شکل با یک برآمدگی در بالای آن کار شده‌است.

## مکان
این شطرنج در حال حاضر در موزه متروپولیتن نیویورک نگهداری می‌شود.